# عصير الرمان

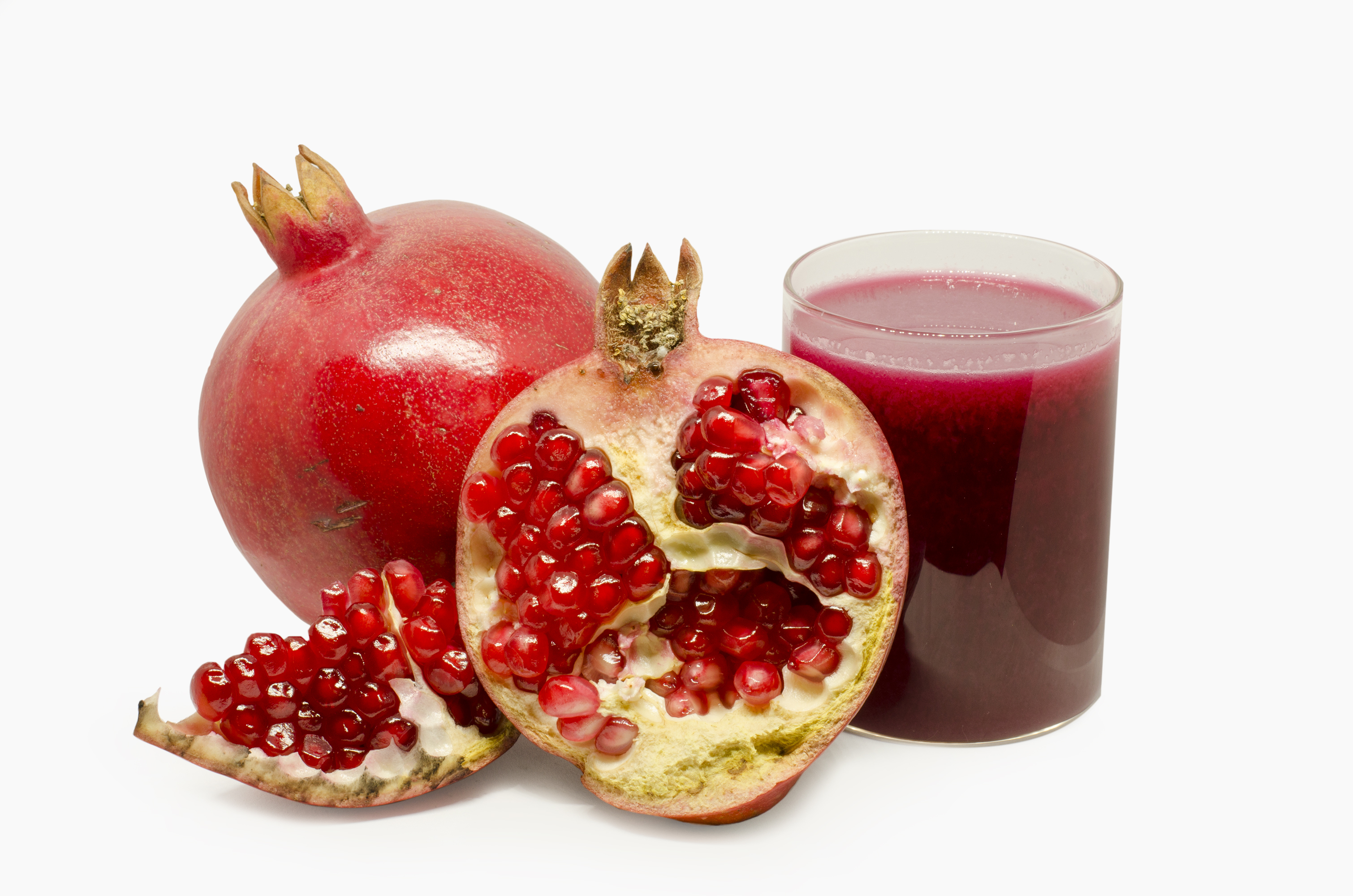
يُتناول الرمان عبر التاريخ لفوائده الصحية. في الوقت الحاضر، يعد عصير هذه الفاكهة جزءًا شائعًا من الأنظمة الغذائية الصحية

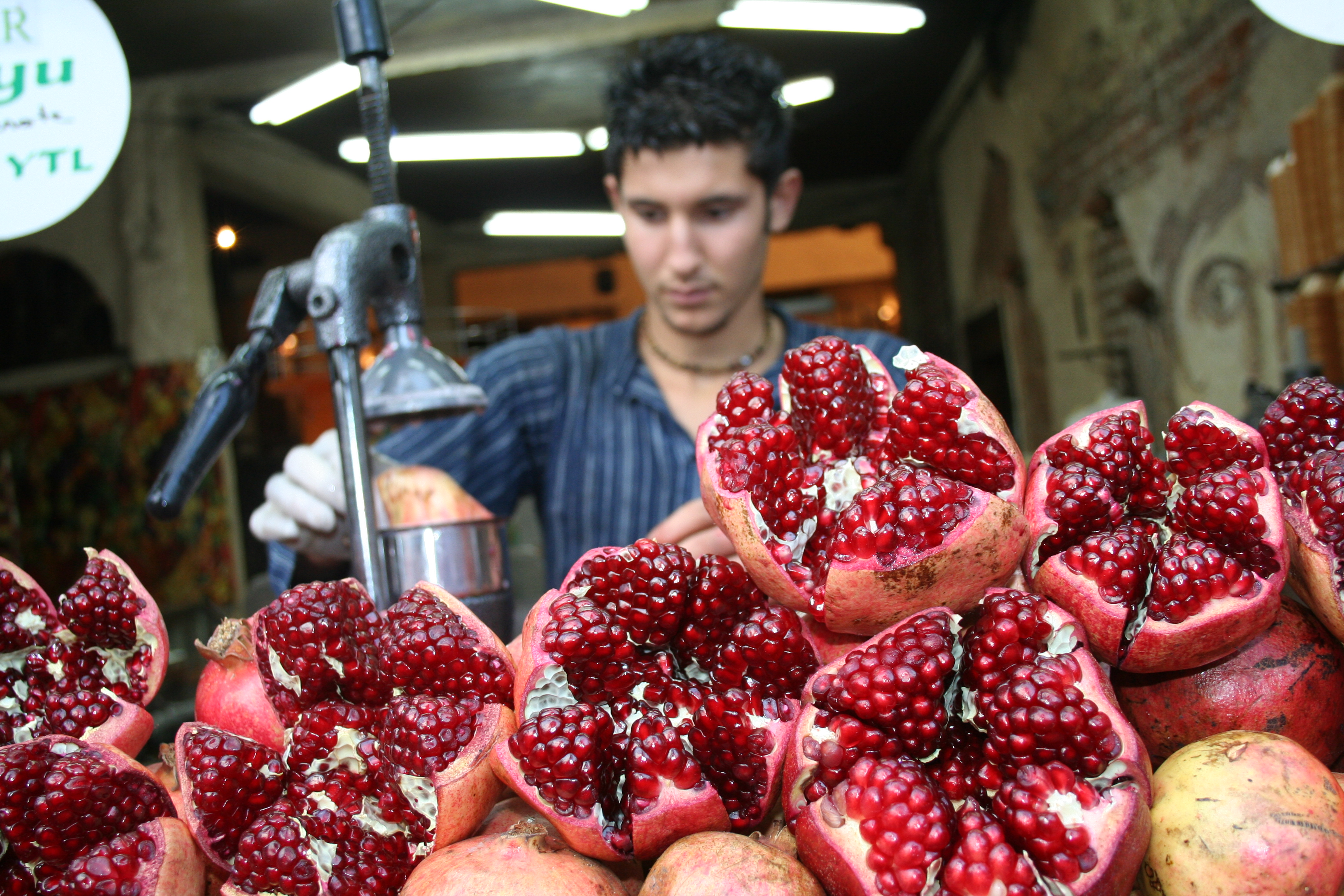
عامل يحضر عصير الرمان في سوق في اسطنبول، تركيا بالطريقة التقليدية

يصنع عصير الرمان من ثمرة الرمان. يستخدم في الطهي كعصير طازج وكشراب مركز في المناسبات ومع الوجبات. ويحتوي

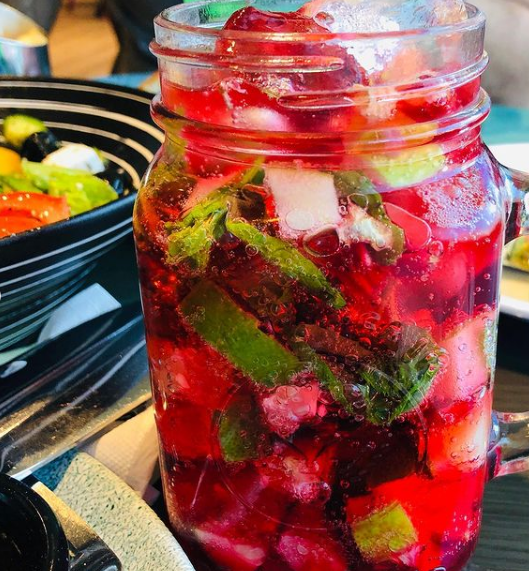
عصير رمان وتفاح

عصير الرمان على العديد من الفوائد التي تعود على الإنسان. ينتشر عصير الرمان ومنتجاته الأخرى مثل دبس الرمان في مناطق الشرق الأوسط ووسط آسيا.

## فاكهة الرمان
فاكهة الرمان هي ثمار كروية ذات مظهر فريد مع قشرة حمراء أو لون أخضر أو بينهما ذات جدار وجدران داخلية إسفنجية بيضاء أو صفراء وبذور بيضاء مغلفة بشكل فردي في أكياس عصير حمراء سميكة. تتمتع أكياس العصير بطعم حلو وحامض طيب الطعم والبذور الصالحة للأكل لها قوام مقرمش.
شجرة الرمان ذات أزهار بيضاء وحمراء جميلة تتحول إلى ثمار لذيذة ذات جلد قرمزي اللون أو أصفر محمر تدعى جلنار، ويحتوي غلاف هذه الثمرة على المئات من الحبوب المائية اللامعة الحمراء أو البيضاء اللون وفي كل حبة بذرة صلبة أو لينة وفقاً للنوعية والصنف.
الرمان شجيرة يصل ارتفاعها إلى 6 أمتار لها أغصان متدلية، في أطرافها أشواك، وأغصانها وأوراقها تميل إلى اللون الأحمر. وأزهارها حمراء فاتحة اللون جميلة المنظر. والثمرة كروية الشكل تحمل تاجاً، بينما قشرة الثمرة جلدية القوام، وتحتوي الثمرة على كثير من البذور الحمراء أو تميل إلى البياض أحيانا ولكن في الغالب تكون بلون أحمر قاني. أما الأوراق فتسقط في الخريف ولذا فإن شجرة الرمان ليست دائمة الخضرة. وتسمى أزهار الرمان بالجلنار وهي كلمة معربة لكلمة كلنار الفارسية التي معناها ورد الرمان. ويعرف الرمان باللغة الفرعونية باسم «رمن» وفي القبطية «إيرمان»

## صناعة العصير
عصير الفاكهة Fruit Juices
يحضر عصير الفاكهة عادة مباشرة من الفاكهة بالوسائل الميكانيكية وكذلك من مركزات العصير بالتخفيف بالماء. يبلغ محتوى المادة الصلبة عادة نحو 5-20%. تستهلك العصائر كما هي، أو تستخدم كمنتجات متوسطة، مثلا، في إنتاج الشرابات والهلامات وشراب الليمون بعصير الفاكهة أو ملبسات الفاكهة. يخضع إنتاج عصير الفاكهة في أغلب البلدان إلى أحكام القانون. يحلى عصير الفاكهة المحضر من الحمضيات عادة بإضافة السكروز، أو الغلوكوز، أو الفركتوز. وتعطي إضافة السكر ثم التخفيف بالماء شرابات الفاكهة استقر الاستهلاك الفردي من الشرابات وعصير الفاكهة، في ألمانيا، منذ 1990، عند 40 لیترا.
يتضمن إنتاج عصير الفواكه الخطوات التالية: تحضير الفاكهة والاستخلاص والمعالجة وحفظ العصير.
تحضير الفاكهة Preparation of the Fruit يشتمل تحضير الفاكهة على الغسل والشطف والتشذيب، أي استبعاد الفواكه الفجة والرديئة، ثم تنزع النوى والبذور وسوقها وأعوادها وأقماعها. ينجز تفتيت الفاكهة ميكانيكيا في مطاحن أو حراريا بالتسخين (يحدث التشطر الحراري عند 980 م) أو بالتجميد (إلى مادون -95 م). يمكن زيادة المردود بنسبة تصل إلى 90% بتدرك البكتين إنزيمية («تخمر الهريسة»، لاسيما الفواكه ذات النوى، أو باللجوء إلى إجراءات مثل الأمواج فوق الصوتية أو إنشاء المسامات كهربائية. تقوم الطريقة الأخيرة على إخضاع المادة النيئة إلى تفتيت أولي، ماتلبث بعدها الخلايا أن تفتح بوساطة النبضات الكهربائية من حقول عالية الشدة، مثلا 2-5 كيلو فولط / سم.
استخلاص العصير Juice Extraction
ينجز استخلاص العصير بعمليات مستمرة أو غير مستمرة أو عملیات کالترشيح أو الاستخلاص تحت الفراغ. يهضم نسيج الفاكهة قبل عصرها بالإنزيمات المحللة للسيللوز أو المحللة للبكتين في الدرجة 250 م كل ذلك يؤدي إلى زيادة المردود. وهكذا يمكن بهذه الطريقة تحويل الفاكهة، لاسيما ذات القوام الطري، مباشرة إلى عصير قابل للشرب دون إضافة الماء المخطط: تحضير - غسيل - هرس - معالجة بالإنزيم - ترشيح - تعقيم - تعبئة.
معالجة العصير Juice Treatment
تشتمل خطوة معالجة العصير على التنقية والتصفية، أي إزالة العكر والتثبيت لمنع مزيد من العكر. تشتمل الخطوة السالفة عادة على المعالجة بالإنزيمات، المحللة للبكتين بشكل خاص، وعند الضرورة نزع النشاء والبولي فينول (عديدات الفينول) باستخدام الهلام لوحده أو مصحوبا بحمض السيليسك الغروي أو التانين، أو البولي فينيل البيرولیدون. تزال أخيرا البروتينات بالامتزاز على البيلون (البنتونایت). تنجز تصفية العصير بالترشيح عبر صحائف مسامية أو عبر طبقات من السيللوز أو من الأسبستوس. وبما أن إنتاج العصير يعطي عصير مشبعة جدا بمركبات شديدة الحساسية تجاه أكسجين الهواء كان لابد من استبعاد الهواء، ويتحقق ذلك بخطوة تفریغ أو بقرقرة العصير بغاز خامل كيميائية، مثل غاز Na أو غاز CO2. تنتج عصائر الفواكه (باستثناء عصير الحمضيات) بشکل سوائل شفافة، مصفاة، بالرغم من وجود بعض أنواع العصير العكرة، لذا كان لابد من اتخاذ الترتيبات اللازمة لانتاج عصير بمعلقات عكر ثابتة، ويتحقق ذلك مع عصير الفاكهة ذات النوى، بمعالجة قصيرة مستحضرات بولي غالاکتوروناز التي تمتلك نشاط استراز بكتين منخفضة وهي التي تتدرك فيما بعد جزئيا وبالتالي تثبت المكونات اللازمة للعكر. أما عصير الحمضيات (الليمون والبرتقال والجريب فروت) فيعالج حرارية التعطيل استراز البكتين الداخلية المنشأ، والتي لولا ذلك، كانت ستعطي حمض البكتيك الذي يمكنه التكدس والتندف بوجود أيونات +2Ca. لكن نظرا لأن المعالجة الحرارية تخرب رائحة الفاكهة، لذلك يفضل استخدام بولي غالاکتوروناز. يسبب هذا الإنزيم تدرك حمض البكتيك إلى حد يتوقف عنده التندف بوجود الكاتيونات الثنائية التكافؤ.
الحفظ Preservation
وأخيرا تشتمل خطوة حفظ عصير الفاكهة البسترة والحفظ بالتجميد والخزن تحت جو خامل، أو التركيز والتجفيف. تقتل البسترة الجرثومي وتعطل الإنزيمات لاسيما أو كسیداز الفينول. وبما أن زمن تسخين مطول هو عامل حاسم في الجودة، لذا تفضل المعالجة الحرارية قصيرة الأمد العالية درجة الحرارة، باستخدام المبادلات الحرارية ذات الصفائح العصير الصافي 85-92 ° م، 10-15 ثوان؛ روبة الفاكهة حتی 105 م وحتى 30 ثانية) متبوعا بتبريد سريع. يحفظ العصير في خزانات عقيمة. وقد تؤدي عمليات التعبئة للتسويق إلى عودة الاحتشاء (أو الخمج) لذلك ثمة حاجة إلى عملية بسترة ثانية، ويتحقق ذلك بتعبئة العصير المسخن في أوعية مسبقة التسخين، أو تسخين الأوعية المملوءة والمختومة في غرف أو أنفاق مبسترة. يتضمن الحفظ بالتجميد عادة تحويل العصير أو مركز العصير إلى روبة مثلجة (عند 2.5 م إلى 6.5 ° م)، ثم التعبئة والتبريد إلى درجة حرارة التخزين في مكان التسويق. يبقى المنتج مستقرة مدة 5-10 أشهر في بحال من درجات الحرارة -18 ° م إلى -23 ° م أما التخزين في جو خامل فيستند إلى حقيقة أن العصير المرشح والمعقم ثابت میکروبیولوجيا في درجات حرارة أدنی من 10 م وفي جو يحتوي ما يزيد على 14.6 غ من CO2 / ليتر. وكي يتحقق هذا التركيز من CO2 ينبغي أن تكون الحاوية المليئة تحت ضغط يساوي 0.59 ميغا باسكال في 10 ° م أو يساوي 0.47 ميغاباسكال في 25 م.
يسكب عصير الفاكهة عند اعداده للبيع في أوعية متنوعة، مثل أوعية من الزجاج، أو أواني بلاستيكية من البولي ايثيلين أو علب من الألمنيوم أو علب من كرتون مبطن بالألمنيوم.
المنتجات الجانبية Side Products
يدعي ما يخلفه إنتاج عصير الفاكهة ب الثفل Pomace. يستخدم ثفل الفواكه الحمضية والتفاح في استرداد البكتين. وتستخدم مخلفات الفواكه الأخرى علف للحيوانات أو كسماد عضوي أو تحرق.
مركزات (مكثفات) عصير الفاكهة Fruit Juice Concentrates
تعد مركزات عصير الفاكهة أكثر ثباتا كيميائية وجرثومية من عصير الفواكه، ولكن تخزينها ونقلها أقل تكلفة. يساوي المحتوى الصلب المادة الحافة) في المركزات 60-75%. وفضلا عن المركزات تنتج أصناف وسطية، أقل ثبات وبنسبة المادة الجافة% 36-48، تبستر هذه الأصناف من أنصاف المركزات في 287 م. ينجز ترکیز عصير الفاكهة بالتبخير أو بالتجميد أو بعملية تشتمل على الترشيح تحت الضغط العالي. في البداية يتدرك البكتين لتحاشي اللزوجة العالية وتوضع الهلامة (من الخواص غير المرغوب بها).

## الفوائد والمخاطر الصحية المحتملة
أُجريت العديد من الدراسات الأولية حول الفوائد الصحية المحتملة لشرب عصير الرمان،  ولكن لا يوجد دليل قوي يشير إلى أي تأثير في إدارة ضغط الدم،  علاج السرطان،  تنظيم الغلوكوز والأنسولين،  أو أمراض القلب. يجب أيضًا موازنة أي فوائد محتملة مقابل محتواها العالي من السعرات الحرارية المشتق من السكريات الطبيعية.
قد تكون التداخلات الدوائية ممكنة أيضًا. في أحد الحالات عُولج رجل يبلغ من العمر 48 عامًا مصابًا باعتلال عضلي أساسي باستخدام إزيتيميب 10 ملغ / يوم وروسيوفاستاتين 5 ملغ كل يوم لمدة 17 شهرًا. بعد ثلاثة أسابيع من شرب 200 مل من عصير الرمان مرتين في الأسبوع، كان يعاني من ألم في الفخذ ومستوى مرتفع من انزيم الكرياتين كيناز creatine kinase في الدم مما يشير إلى انحلال الربيدات rhabdomyolysis. اشتبه الأطباء في تثبيط تنافسي لإنزيمات P450 في الكبد عن طريق عصير الرمان (مثل عصير الجريب فروت).

## الفوائد الطبية

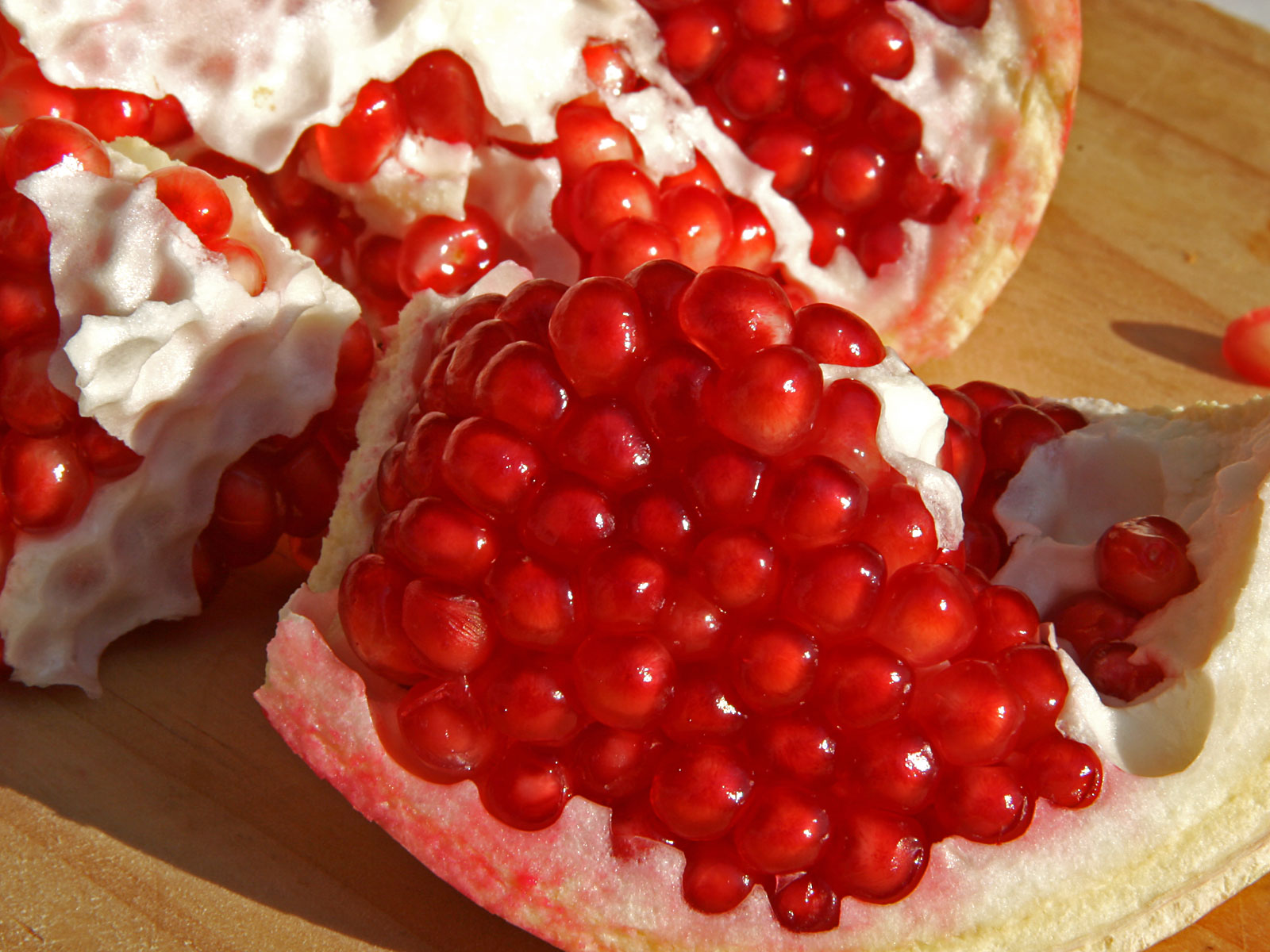
تعد ثمار الرمان من الفواكه الغنية بالألياف ومضادات الأكسدة

من الفوائد الطبية لللرمان وعصيره والتي تم اثباتها طبيا:
- مضادات الأكسدة: تحصل بذور الرمان على لونها الأحمر النابض بالحياة من مادة البوليفينول. هذه المواد الكيميائية هي مضادات أكسدة قوية. حيث يحتوي عصير الرمان على مستويات أعلى من مضادات الأكسدة مقارنة بمعظم عصائر الفاكهة الأخرى. كما أنه يحتوي على مضادات أكسدة أكثر بثلاث مرات من النبيذ الأحمر والشاي الأخضر. يمكن أن تساعد مضادات الأكسدة الموجودة في عصير الرمان في إزالة الجذور الحرة الضارة بجسم الإنسان وحماية الخلايا من التلف وتقليل الالتهاب.
- فيتامين سي: يحتوي عصير ثمرة رمان واحدة على أكثر من 40 في المائة من الاحتياجات اليومية من فيتامين سي المهم جدا لصحة الإنسان
- الوقاية من السرطان: أثار باحثون أن عصير الرمان قد يساعد في وقف نمو خلايا سرطان البروستاتا.
- الوقاية من مرض آلزهايمر: يُعتقد أن مضادات الأكسدة الموجودة في العصير وتركيزها العالي يعيقان تقدم مرض الزهايمر ويحمي الذاكرة.
- الهضم: يمكن لعصير الرمان أن يقلل من التهاب الأمعاء ويحسن الهضم. قد يكون مفيدًا للأشخاص المصابين بمرض كرون والتهاب القولون التقرحي وأمراض الأمعاء الالتهابية الأخرى.
- مضاد للالتهابات: عصير الرمان مضاد قوي للالتهابات بسبب تركيزه العالي من مضادات الأكسدة. حيث يمكن أن يساعد في تقليل الالتهاب في جميع أنحاء الجسم ومنع الإجهاد التأكسدي والأضرار.
- التهاب المفاصل: قد تساعد مركبات الفلافونول Flavonols الموجودة في عصير الرمان على منع الالتهاب الذي يساهم في التهاب المفاصل وتلف الغضاريف.
- أمراض القلب: يعتبر عصير الرمان من أكثر أنواع العصائر المفيدة لصحة القلب.
- ضغط الدم: قد يساعد شرب عصير الرمان يوميًا أيضًا في خفض ضغط الدم الانقباضي. ذكرت دراسة شاملة للتجارب العشوائية أنه سيكون من المفيد لصحة القلب تضمين عصير الرمان يوميًا.
- مضاد فيروسات: يعزز عصير الرمان بمكوناته مثل فيتامين E، يمكن لعصير الرمان أن يمنع المرض ويحارب العدوى. ثبت أيضًا أن الرمان مضاد للبكتيريا والفيروسات في الاختبارات المعملية. تتم دراستها لمعرفة تأثيرها على العدوى والفيروسات الشائعة.
- غني بالفيتامينات: بالإضافة إلى فيتامين ج وفيتامين هـ، يعتبر عصير الرمان مصدرًا جيدًا للفولات والبوتاسيوم وفيتامين ك. (مع ضرورة تحقق من الملصق للتأكد من أنه عصير رمان نقي بنسبة 100٪، بدون إضافة سكر. أو عصير طازج)
- الذاكرة: أظهرت دراسة حديثة أن شرب 8 أونصات من عصير الرمان يوميًا قد يحسن التعلم والذاكرة.
- الأداء الجنسي والخصوبة: إن تركيز عصير الرمان من مضادات الأكسدة والقدرة على التأثير على الإجهاد التأكسدي يجعله وسيلة مساعدة محتملة للخصوبة. ثبت أن الإجهاد التأكسدي يسبب خللًا في الحيوانات المنوية ويقلل من الخصوبة عند النساء.
- التحمل والأداء الرياضي: قد يساعد العصير في تقليل الألم وتحسين استعادة القوة. كما أنه يقلل الضرر التأكسدي الناجم عن ممارسة الرياضة.
- مرض السكري: كان الرمان يستخدم تقليديا كعلاج لمرض السكري في الشرق الأوسط والهند. فقد يساعد في تقليل مقاومة الأنسولين وخفض نسبة السكر في الدم

## المعلومات الغذائية

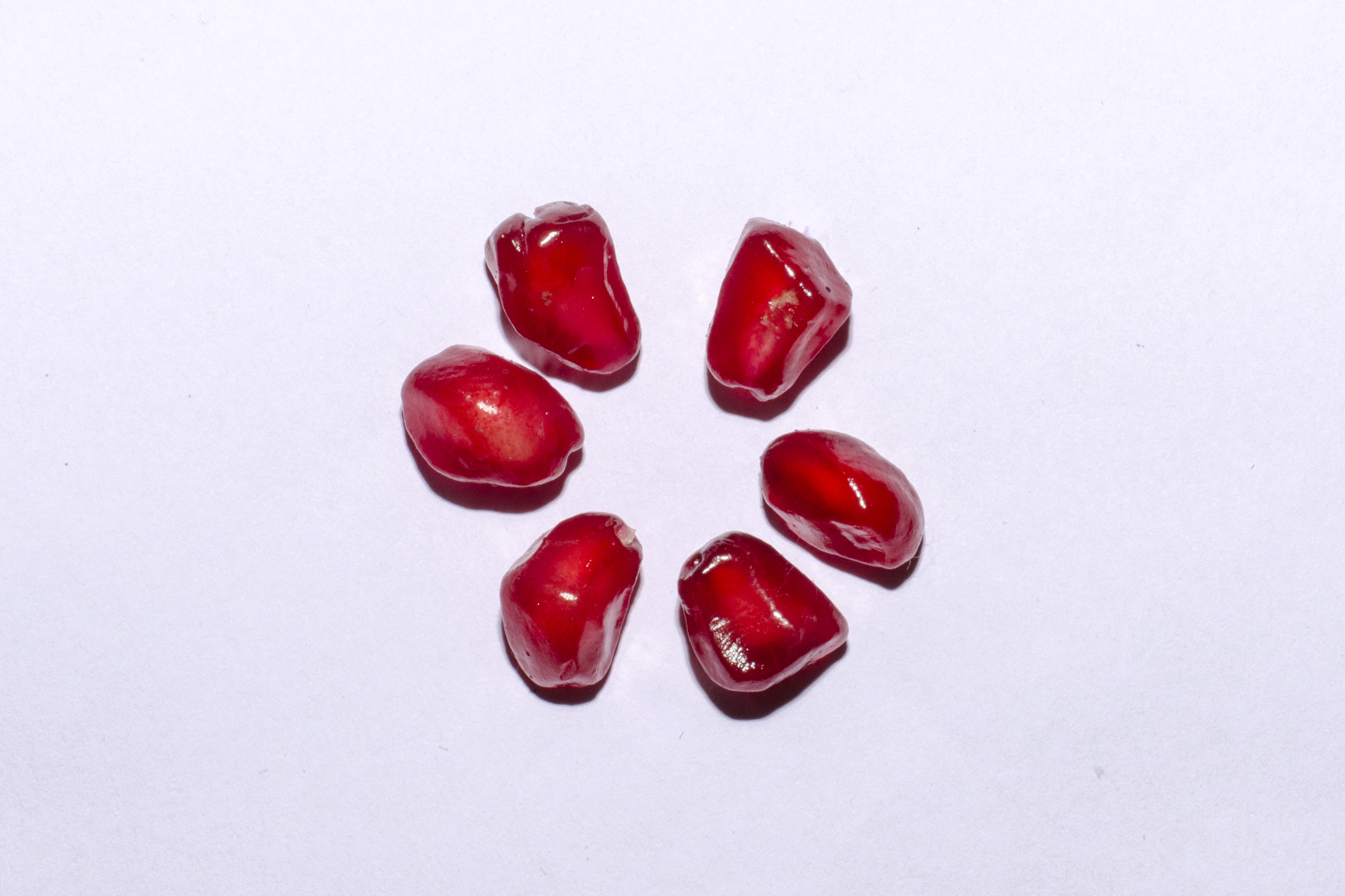
بذور الرمان (أكياس العصير) تتمتع بطعم حلو وحامض طيب الطعم والبذور الصالحة للأكل لها قوام مقرمش

كل 8 أونصات من عصير الرمان تحتوي على
- السعرات الحرارية: 135
- البروتين: 1 جرام
- الدهون: 0 جرام
- الكربوهيدرات: 34 جرام
- الألياف: 1 جرام
- السكر: 30 جرام
- صوديوم: 10 جرام

## التسويق

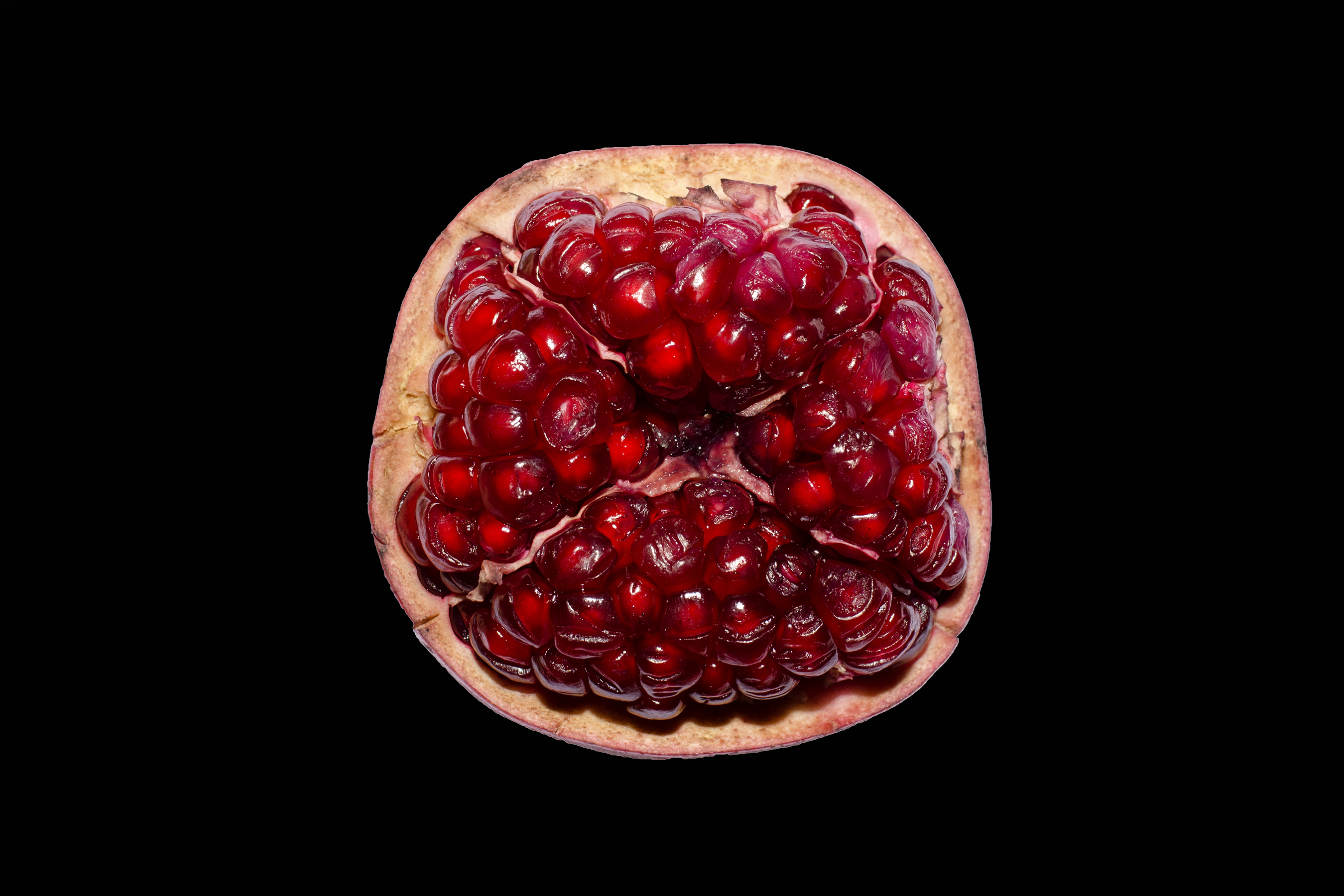

قامت شركة بوم ووندرفول'POM Wonderful المُصنعة لمنتجات الرمان بالترويج للفوائد الصحية لعصير الرمان. وفي سبتمبر 2010، كانت الشركة ومديروها موضوع شكوى إعلانية كاذبة من قبل لجنة التجارة الفيدرالية (Federal Trade Commission -FTC). في مايو 2012، بعد جلسة استماع، أصدر قاضي القانون الإداري رأيًا يؤيد مزاعم إعلان كاذبة معينة في شكوى لجنة التجارة الفيدرالية - استنادًا إلى ادعاءات ضمنية وليس صريحة - وإيجاد بوم ووندرفول في نقاط أخرى. ظلت دعوى بوم ووندرفول في محكمة المقاطعة الأمريكية U.S. District Court معلقة منذ 23 مايو 2012.

## دبس الرمان

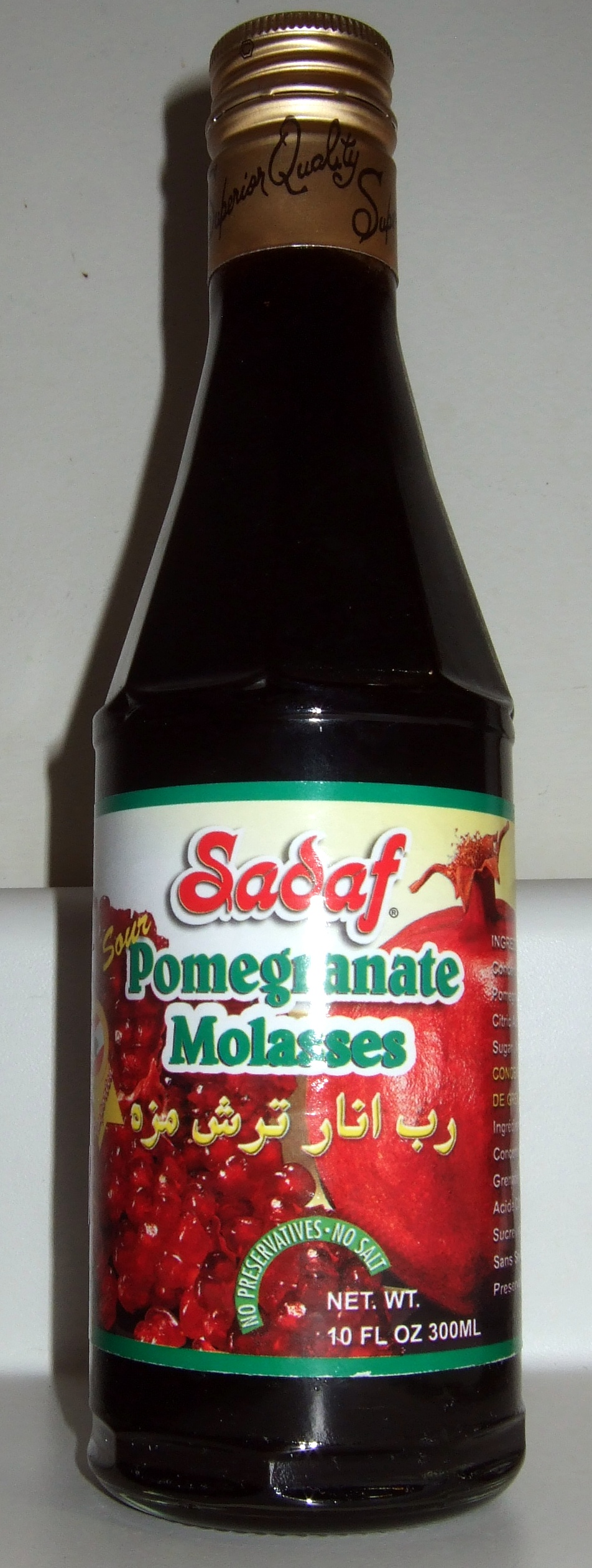
دبس الرمان من إيران

دبس الرمان هو شراب فواكه مصنوع من عصير الرمان، وليس دبس قصب السكر. وهو عصير نوع لاذع من الرمان، يتبخر لتكوين سائل أحمر غامق سميك. فهو يستخدم في إيران فسنجون وفي تركيا دولما والسلطات المختلفة مثل salatası كوبان. يطلق عليه بالفارسية rob e ænar، في تركيا يسمى Nar ekşisi، وفي أذربيجان narşərab.

## المهن التقليدية
يعد بيع عصير الرمان في الشارع من المهن التقليدية في الكثير من دول العالم لبساطة إعداده والرغبة الدائمة في شربه حيث يُعصر بعصارة يدوية ويُبرَّد بالثلج ويوضع في زجاج ويُباع للمارة بالطريق.

## قراءات مفضلة

### مقالات
- Lovgren, Stefan. "Pomegranate Juice Fights Heart Disease, Study Says"، اخبار ناشيونال جيوغرافيك، March 22, 2005. Accessed February 13, 2006
- Pomegranate - MedlinePlus (المعاهد الوطنية للصحة - من إنتاج المكتبة الوطنية للطب)
- M. Viuda-Martos, J. Fernández-López, and J.A. Pérez-Álvarez (2010) - الرمان (مراجعات شاملة في علوم الأغذية وسلامة الأغذية)

### كتب
- طُرق الرمان Levin, Gregory M. (2006). Pomegranate Roads: A Soviet Botanist's Exile from Eden. [13]
- الرمان: الجذور القديمة للطب الحديث Seeram, N.P.; Schulman, R.N.; Heber, D. (2006). Pomegranates: Ancient Roots to Modern Medicine.[14]